# Kodeks 0245
Kodeks 0245 (Gregory-Aland no. 0245) – grecki kodeks uncjalny Nowego Testamentu na pergaminie, datowany metodą paleograficzną na VI wiek. Przechowywany jest w Birmingham. Tekst rękopisu jest wykorzystywany we współczesnych wydaniach greckiego Nowego Testamentu. Jest palimpsestem.

## Opis
Zachował się tylko fragment 1 pergaminowej karty rękopisu, z greckim tekstem 1. Listu Jana (3,23-4,1.3-6). Oryginalne karty kodeksu miały prawdopodobnie rozmiar 27 na 20 cm. Prawdopodobnie tekst pisany jedną kolumną na stronę, 23 linijkami w kolumnie.
Jest palimpsestem, tekst górny jest pisany w języku gruzińskim.

## Tekst
Tekst rękopisu reprezentuje aleksandryjską tradycję tekstualną. Kurt Aland zaklasyfikował tekst rękopisu do kategorii II.

## Historia
INTF datuje rękopis na VI wiek .
Na listę greckich rękopisów Nowego Testamentu wciągnął go Kurt Aland w 1963 roku, oznaczając go przy pomocy siglum 0245. Rękopis jest wykorzystywany w krytycznych wydaniach greckiego Nowego Testamentu.
Rękopis jest przechowywany w Selly Oak Colleges (Mingana Georg. 7) w Birmingham .